# Zeit der Nordwanderung
Zeit der Nordwanderung (arabisch موسم الهجرة الى الشمال, DMG Mausim al-hiǧra ilā š-šimāl) ist der zweite postkoloniale Roman des sudanesischen Schriftstellers und Journalisten At-Tayyib Salih und 1998 im Lenos Verlag erschienen. Hauptthema des Romans ist das Aufeinanderprallen der europäischen und der arabischen Kultur. Vor der Erstveröffentlichung 1966 erschien der Roman in der Beiruter Literaturzeitschrift Hiwâr. Bis heute bleibt das Werk der international bekannteste Roman Salihs und zählt zu den Klassikern der arabischen Literatur. Die Arabische Literaturakademie in Damaskus erklärte 2001 dieses Werk zum wichtigsten arabischen Roman des 20. Jahrhunderts.

## Inhalt

### Handlung
Im Roman kehrt der Ich-Erzähler, dessen Name unbekannt bleibt, nach seinem siebenjährigen Studium der Biografie eines englischen Dichters aus Europa in sein Dorf zurück, um sich in seiner Heimat an der Nilbiegung als Bauer niederzulassen. Plötzlich taucht ein fremder Mann auf, der das Interesse des Erzählers erweckt: Mustafa Saîd. Eines Abends, als Mustafa betrunken ist, rezitiert er in fließendem Englisch Ford Madox Fords Gedicht "In October 1914 (Antwerp)", das dem Ich-Erzähler bekannt vorkommt, worauf er Mustafa zur Rede stellt und Mustafa ihm seine Lebensgeschichte erzählt.
Es stellt sich heraus, dass Mustafa in der ersten Hälfte des 20. Jahrhunderts ebenfalls während seines Studiums in Europa gewesen war. Er soll außerdem der erste Sudanese gewesen sein, der in den 1920er Jahren eine Engländerin geheiratet hat. Der Ich-Erzähler interessiert sich für ihn und fühlt sich sowohl angezogen als auch abgestoßen, als er als einziger im Dorf von ihm seine Geschichte erfährt. Mustafa hat die Frauen verführt, indem er ihre orientalischen Fantasien angesprochen hat, all seine Liebesaffären endeten in einer Tragödie: Drei der Frauen haben Suizid begangen und Jean Morris, die vierte Frau und letzten Endes Mustafas Ehefrau, wurde von ihm beim Geschlechtsakt getötet.
Für diese Tat hat er, nachdem er zuvor mit 24 Jahren eine erfolgreiche Karriere als Hochschullehrer für Ökonomie gemacht hatte, eine siebenjährige Gefängnisstrafe in England abgesessen; kehrte dann über einige andere Stationen in den Sudan zurück, wo er Husna bint Machmûd heiratete. Nachdem der Ich-Erzähler seine Geschichte erfahren hat, verschwindet Mustafa von einem Tag zum anderen, als der Nil gerade Hochwasser führt. Er hinterlässt einen Brief, in dem er anweist, dass sich der Ich-Erzähler um seine Frau und die beiden Söhne kümmern soll. Bei dieser Aufgabe versagt der Ich-Erzähler aber, weil er die Zwangsverheiratung der 30-jährigen Husna mit dem 70-jährigen Wadd al-Rajjis nicht verhindert und stattdessen die meiste Zeit in Khartum verbringt. In einer dramatischen Nacht ersticht die Frau ihren Ehemann und anschließend sich selbst.
Im letzten Kapitel häufen sich die Schuldgefühle und die albtraumhaften Ereignisse für den Ich-Erzähler, sodass er sich im Nil treiben lässt, es sich aber in letzter Minute anders überlegt und dem Leben noch eine Chance gibt. Der Roman endet mit seinem Schrei um Hilfe, und es ist ungewiss, ob seine Entscheidung zu spät kommt, ob sie richtig ist und ob der Erzähler, andere und der Sudan die nötige Hilfe erhalten werden.

### Wichtige Personen

#### Mustafa Saîd
Mustafa Saîd wurde als Halbwaise in Khartum geboren. Während des gesamten Romans taucht er in den Gedanken des Erzählers auf. In seinen Vierzigern zog Mustafa in das Dorf an der Nilbiegung und lebte dort als mysteriöser Einzelgänger. Er heiratete eine Dorfbewohnerin, Husna bint Machmûd, sprach aber nie mit jemandem über seine Vergangenheit. Der Ich-Erzähler erfährt schließlich, dass Mustafa ihm selbst sehr ähnlich ist: Beide Männer waren als Kinder hochintelligent und besuchten die Universität im Vereinigten Königreich. Im Vergleich zum Ich-Erzähler, der ein gutmütiges Leben als Staatsdiener führte, stieg Mustafa Saîd im Vereinigten Königreich zum Starakademiker auf. Seine Karriere wurde durch eine Reihe obszöner Liebesaffären ruiniert, die darin gipfelten, dass Mustafa seine englische Frau, Jean Morris, ermordete. Im Dorf bewirtschaftete er ein Gut und widmete sich der Buchhaltung der landwirtschaftlichen Genossenschaft. In London trat er extrovertiert auf, im Dorf lebt er still und zurückgezogen.

#### Der Ich-Erzähler
Seine hohe Intelligenz und sein Ehrgeiz ermöglichten es ihm, das sudanesische Bildungssystem zu durchlaufen und schließlich die Universität in London zu besuchen, wo er in britischer Poesie promovierte. Der Erzähler fühlt sich verpflichtet, seine Bildung einzusetzen, um den Sudan voranzubringen, der zum Zeitpunkt der Veröffentlichung der Originalausgabe erst seit 13 Jahren unabhängig war. Aufgrund seiner passiven Persönlichkeit und der weit verbreiteten Korruption in der Regierung fällt es ihm jedoch schwer.

#### Der Großvater
Er vermittelt dem Ich-Erzähler die ersten Informationen über Mustafa Said, er repräsentiert aber – trotz seiner Wertschätzung für ihn – die Werte der tribal geprägten sudanesischen Gesellschaft, außerhalb derer Mustafa Said als Sohn einer freigelassenen Sklavin steht.

#### Jean Morris
Mustafas grausame, manipulative erste Frau. Sie weist ihn immer wieder zurück und demütigt ihn, um dann plötzlich zuzustimmen, ihn zu heiraten. Die Beziehung der beiden ist angespannt und turbulent, bis Mustafa sie schließlich beim Geschlechtsverkehr mit ihr ersticht.

#### Ann Hammond
Eine privilegierte zwanzigjährige Studentin der orientalischen Sprachen in Oxford und Mustafa Saîds erste Freundin in Großbritannien. Sie tötet sich mit Gas und hinterlässt eine Nachricht, in der sie Mustafa verflucht und ihn für ihren Suizid verantwortlich macht.

#### Sheila Greenwood
Sheila Greenwood, die Tochter eines nordenglischen Kohlearbeiters, ist Mustafas zweite Freundin während seiner Zeit in London. Sie ist charmant, unschuldig und hatte eine idyllische Beziehung mit Mustafa, bis sie sich das Leben nahm, als sie merkte, dass er nicht vorhatte, sie zu heiraten.

#### Isabella Seymour
Isabella Seymour ist eine der Britinnen, die Mustafa Saîd in England verführt, nachdem er sie an einem Sommertag in einem Londoner Park getroffen hat. Mustafa Saîd bestärkt ihr Interesse an ihm, indem er auf seine „exotische“ Herkunft und seine Wurzeln im Osten hinweist und übertreibt, indem er sich mit Shakespeares Othello vergleicht. Isabella, eine verheiratete Frau, zweifache Mutter und Kirchgängerin, ist völlig fasziniert von Mustafa. Sie begeht jedoch Suizid, nachdem sie eine Beziehung mit ihm eingegangen ist. Im Prozess gegen Mustafa wegen des Mordes an Jean Morris behauptet die Staatsanwaltschaft, dass Isabella Suizid beging, weil Mustafa sie emotional manipulierte und missbrauchte. Es stellte sich allerdings heraus, dass sie an Krebs litt.

#### Husna bint Machmûd
Die bescheidene Frau von Mustafa Saîd. Nach Mustafas Tod lebt sie allein und kümmert sich um ihre beiden Söhne Machmûd und Saîd, weshalb sie alle Verehrer zurückweist. Als Vollstrecker von Mustafas Nachlass ist der Ich-Erzähler ihr Vormund, obwohl er sich in dieser Rolle unwohl fühlt. Als Wadd al-Rajjis Husna einen Heiratsantrag macht, erkennt der Ich-Erzähler, dass er in sie verliebt ist, greift aber nicht ein, um die Hochzeit zu verhindern. Husna wehrt sich dagegen, zur Heirat mit Wadd al-Rajjis gezwungen zu werden, und ermordet ihn schließlich.

#### Wadd al-Rajjis
Wadd al-Rajjis, im Dorf als lebenslanger Frauenheld bekannt, ist Ende vierzig, als der Erzähler zum ersten Mal aus Europa zurückkehrt, und in der Gegenwart des Romans ist er siebzig. Obwohl er bereits mehrere Ehefrauen hat, heiratet er Husna kompromisslos nach dem Tod ihres Mannes Mustafa.

#### Maxwell Foster Keen
Ein Professor und erzkonservativer Imperialist, der gleichwohl als Mustafa Saids akademischer Mentor wirkt. Seine Zeugenaussage im Prozess in der Sache Jean Morris, in der er Mustafas Tat als Resultat seiner kulturellen Zerrissenheit erklärt, bewahrt ihn vor der Hinrichtung.

## Themen

### Kolonialismus
Während seiner Zeit in England lebt der Protagonist Mustafa Saîd seine sexuelle Rachelust gegenüber seinen Geliebten, die ihn nie als gleichwertig anerkannt haben, aus, indem er sie entweder eigenhändig ermordet oder sie drängt, Suizid zu begehen. Dies gelingt ihm durch Anspielungen auf Othello. Er verführt sie mit stereotypen Überzeugungen, die die Briten über die arabischen und afrikanischen Männer – die „Anderen“ – haben. Alleine die Einteilung in das „Selbst“ und „Andere“ beleuchtet der Autor schon zu Beginn des Romans, als die Familie des Erzählers und seine Freunde ihn über die Londoner befragen – trotz Gemeinsamkeiten der Engländer und Sudanesen, wie es sich im Roman herausstellt, dass es in London und im Dorf der Nilbiegung genauso Bauern wie Lehrer und Ärzte gibt.
Salih beschreibt diesen bitteren Beginn der postkolonialen Zeit. In Zeit der Nordwanderung erklärt ein Mann mit begrenzter formaler Bildung, aber dennoch mit viel praktischer Erfahrung, wie Unabhängigkeitsbewegungen zu einer Sequenz von Herrschern führten, die ihre Bevölkerung nicht unterschiedlich behandeln als die Siedler. Im Laufe des Romans betont Mustafa Saîd des Weiteren, die britischen Kolonisatoren würden Schulen einrichten, um „uns beizubringen, wie wir in ihrer Sprache ja zu sagen haben.“
Der Kolonialismus wird oft in einer Sprache beschrieben, die an eine gewaltsame Infektion erinnert, und der Anspruch auf Freiheit davon wird nicht ausreichen, um eine gute Gesundheit zu garantieren. Er kritisiert Bildungsbemühungen im Ausland als wenig hilfreich für eine neu gegründete Nation. Nach einem siebenjährigen Studium eines unbekannten englischen Dichters stellt es sich heraus, dass seine Promotion ihn nicht auf die Aufgaben vorbereitet hat, die ihm in einem neuen unabhängigen Land bevorstehen, und er ist verpflichtet, sich zu beteiligen, während die Führer der Regierungspartei das Land in den Ruin treiben. Außerdem prophezeit der Kolonialismus den Aufstieg einer autoritären bürgerlichen Bevölkerungsschicht, die dort fortsetzen wird, wo die Kolonialmächte aufgehört haben, und drückt die Enttäuschung aus, die bald auf die Unabhängigkeit folgt.
Zeit der Nordwanderung ist nicht das erste Werk von einem Schriftsteller afrikanischer Abstammung, das als Versuch, den europäischen kolonialen Diskurs zu stürzen, gesehen wird. Obwohl der Autor die meiste Zeit seines Lebens außerhalb Sudans verbracht hat, sticht es heraus, dass Salih weiterhin in arabischer statt englischer Sprache schreibt.

### Hybridität und Identität
Mustafa Saîd und der Erzähler wandern zum Studium nach England aus und verbringen somit einen großen Teil ihrer prägenden Zeit in einer anderen Kultur als der, aus der sie stammen. Als Kind im Sudan entpuppt sich Saîd als Wunderkind und wird deshalb zum Studium ins Ausland geschickt, zunächst nach Kairo, dann nach England. Anschließend lässt er sich für dreißig Jahre in England nieder. Der Erzähler des Romans verbringt nicht viel Zeit im Ausland, sondern wandert nur zum Studieren nach England aus. Dort hat er sieben Jahre verbracht, um seine Doktorarbeit über das Leben eines wenig bekannten englischen Dichters zu schreiben. Nach ihrer langen Wanderung kehren der Erzähler und Mustafa Saîd in ihr Dorf an der Nilbiegung zurück, wo der Erzähler seine Wurzeln hat und wo Saîd hofft, ein neues Leben als Bauer am Ufer des Nils zu beginnen.
Mustafas Ehe mit Jean Morris, einer weißen Frau, und seine häufige Erwähnung von Othello sind ein Zeichen seiner Hybridität. Während seines Prozesses wegen des Mordes an seiner Frau behauptete Saîd, er sei nicht Othello, eine Lüge. Er erwähnt Othello auch in seinem Verführungsspiel mit Isabella Seymour und sagt, er sei wie Othello, ein arabischer Afrikaner.
Obwohl Saîd versucht, in den Sudan umzusiedeln, stellt er fest, dass ihn seine Zeit in England zwischen zwei Welten gefangen hält, die zu versöhnen er sich schwertut. Saîds Gefühl, zwischen zwei Welten fehl am Platz zu sein, zeigt sich am deutlichsten in seinen beiden Schlafzimmern – ein „exotisch“ dekoriertes in England, um britische Frauen anzulocken, und das andere im Sudan, worin nur englische Romane und Enzyklopädien sind und das ihn an sein Leben in England und die Kultur, die er hinter sich gelassen hatte, erinnert – und in seinem möglichen Suizid am Nilufer.
Dieser Moment der Verwirrung zeigt, wie viel der Erzähler mit Saîd gemeinsam hat. Wie Saîd erlebt der Erzähler mit seiner Migration nach Norden ein Gefühl der Entfremdung. In dieser Szene kann er nicht einmal sein eigenes Gesicht erkennen, was auf einen erheblichen Verlust hindeutet.

### Sexualität
Im Vergleich zu den arabischen Nahda-Schriftstellern wie Tāhā Husain, Tawfiq al-Hakim oder Yahya Hakki lässt Salih seine Romanfiguren offen über Sexualität und ihre Erfahrungen damit sprechen. Eine von ihnen ist Bint Madschsûb, eine ältere Frau und Freundin des Großvaters vom Erzähler, die raucht, trinkt und „wie ein Mann“ auf die Scheidung schwört. Als das Thema der weiblichen Beschneidung zur Sprache kommt, entsteht ein lebhaftes Streitgespräch zwischen den Figuren. Bint Madschsûb bleibt untypischerweise ruhig, während ein älterer Mann meint, dass die Beschneidung eine der Voraussetzungen für den Islam sei. Eine mitreißende Verurteilung des Brauches kommt von Wad Rayyes, der paradoxerweise der Erste ist, der die überlieferten Traditionen für sich in Anspruch nimmt, wenn sie für ihn von Nutzen sind. Denn er bittet die Dorfältesten, ihn zur Heirat mit einer jungen Frau zu zwingen, obwohl sie seine Angebote mehrmals zurückgewiesen hat. Der Konflikt zwischen den gesellschaftlichen Traditionen und der gesellschaftlichen Moderne endet keineswegs harmonisch, wie sich in der Tragödie zeigt, die sich bald im Dorf abspielt.

## Form
Der Autor wechselt häufig Erzählperspektiven und benutzt Rückblenden: Grundsätzlich ist die namenlose Person der Ich-Erzähler. Im zweiten Kapitel hingegen ändert sich die Perspektive, in dem Mustafa Saîd seine Lebensgeschichte von seinem Leben als Halbwaise und der Schulzeit in Khartum bis zu seinem Studium und Leben in Kairo und London erzählt; ab den nachfolgenden Kapiteln übernimmt der namenlose Erzähler erneut die Rolle des Ich-Erzählers.
Durch den episodischen Charakter der Geschichte werden wichtige Informationen über die Figuren und ihre Vergangenheit ausgelassen, sodass sich der Leser in einem fremden Land verloren fühlt, in dem er die Orientierung verloren hat.
Der Autor unterteilt die Erzählung in zehn Kapitel und es folgt ein Nachwort vom deutschen Islamwissenschaftler und Übersetzer Hartmut Fähndrich. Salih verwendet im Roman teilweise arabische Begriffe: Zum Beispiel stolpert man häufig über den Begriff „bint“ (arabisch بنت) im Namen, was das Verhältnis der Tochter zu ihren Eltern akzentuiert; sprich, die Figur Husna ist die Tochter von Machmûd, ihrem Vater.

## Stellung in die Literaturgeschichte

### Einordnung in das Werk des Autors
Zuvor veröffentlichte Salih 1960 in Beirut eine Sammlung von Kurzgeschichten, die in einem fiktiven Dorf im Nordsudan spielen. Zwei Jahre später erschien seine Novelle Urs al-Zain (Die Hochzeit des Zain). Diese Novelle und zwei der Geschichten aus Salihs Debütsammlung wurden von Denys Johnson-Davies ins Englische übersetzt und 1969 unter dem Titel The Wedding of Zein and Other Stories veröffentlicht.
Salihs drittes Werk, das seinen Ruf begründen sollte, war Zeit der Nordwanderung. Der Roman erschien zuerst 1966 in der libanesischen Zeitschrift Hiwâr und wurde 1967 in Buchform veröffentlicht. Denys Johnson-Davies arbeitete eng mit Salih an dem Text zusammen und übersetzte Teile davon, kurz nachdem der Autor sie geschrieben hatte. Der Heinemann Verlag veröffentlichte den Roman 1969 in seiner African Writers Series, und seither wurde er in verschiedenen englischsprachigen Ausgaben gedruckt. Sein nächstes Werk Bandarschâh war ursprünglich als Trilogie konzipiert, deren erste beiden Bände (Dau al-Beit und Meryoud) 1971 und 1976 veröffentlicht wurden. Salih betonte in Interviews, dass er weiterhin am dritten Band arbeite, der allerdings bisher nirgendwo gedruckt wurde. Dafür schrieb er regelmäßig Kolumnen über Literatur, Kultur und Politik für die in London erscheinende arabische Zeitschrift Al-Majallah, die in neun Bänden gesammelt wurden und 2004 unter dem Titel Mukhtarat veröffentlicht wurden.

### Stellung in der Literaturgeschichte
Das Subgenre des postkolonialen Romans bildete sich nach dem Zweiten Weltkrieg heraus, als viele der arabischen Staaten von den europäischen Kolonialmächten unabhängig wurden. Darunter auch der Sudan, der von 1899 bis 1956 ein anglo-ägyptisches Kondominium war; sprich die gemeinsame Regierung aus britischen und ägyptischen Beamten, den Sudan regierte. Konkret bedeutete dies, dass britische Beamte die Führung der örtlichen Verwaltung übernahmen, während Ägypter als Beamte auf den mittleren Diensträngen tätig waren, während eine neu entstehende Schicht von gebildeten Sudanesen aus dem Niltal die unteren Regierungspositionen übernahm. Dies hat ein stärkeres Bewusstsein für zwiespältige Identitäten geschaffen, die den postkolonialen Roman formen. Während die Antikolonialliteratur zwischen Kolonialmacht und Kolonisierten eine klare Abgrenzung vornahm und diese Mächte kritisierte, befasste sich die postkoloniale Literatur mit dieser Trennung und übte eine differenzierte Kritik, indem sie Phänomene wie internalisierte Abhängigkeiten und kulturelle Hybridität in der Zeit während und nach der Kolonialherrschaft untersuchte.

## Rezeption
Der Roman wurde in Sudan von dem revolutionären Kommandorat für die nationale Rettung, die 1989 das Land regierte, verboten. Auch in Ägypten war er 30 Jahre nach der Veröffentlichung nicht erhältlich, denn das Buch wurde als religionsbeleidigend, pornografisch und ausschweifend kritisiert.
Zeit der Nordwanderung wurde in vielen Hinsichten mit diversen Schriften und Werken verglichen. Am einflussreichsten gilt Joseph Conrads Herz der Finsternis, denn beide Romane erforschen kulturelle Hybridität, koloniale Erfahrungen und Orientalismus. Jedoch widersetzt sich Salih den Konventionen des literarischen Genres, indem er einen arabisch-afrikanischen Mann in den Westen reisen lässt anstatt einen weißen Europäer in den Süden. Im Gegensatz zu Mustafas Verführungsakt ist Kurtzs Ziel, Waffen, die ihm von der Gesellschaft überlassen wurden, zu benutzen, um die Eingeborenen in Kongo zu unterwerfen und zu kontrollieren.
Hinter dem Werk stecken Anspielungen auf Tausendundeine Nacht: Scheherazade rettet sich selbst und ihre Nachfolgerinnen vor dem Mord, indem sie dem König Geschichten erzählt und an spannenden Punkten aufhört; der Erzähler überlebt, indem er Mustafas Geschichte erzählt.
Ebenso spielt die Geschichte des Islams besonders bei der Wahl des Romantitels eine Rolle. Salih verwendete in der ursprünglichen arabischen Version des Werkes lieber das Wort „hijra“ (هجرة für Aufbruch) als „rihla“ (رحلة für Reise). Die Hidschra von Mekka nach Medina des Propheten Mohammed ist religiös konnotiert. Es vermittelt auch den Wunsch, etwas hinter sich zu lassen, was der Autor zu betonen versucht: Mustafa verlässt das sudanesische Dorf. So sehr er es versuchen möchte, wird er nach seiner Rückkehr von London nicht mehr derselbe sein.
Im Vergleich zu Salihs anderen Romanen wie Urs al-Zain und Bandarschâh, in denen das Dorf als Ort des verlorenen Glücks symbolisiert wird, ist es in Zeit der Nordwanderung weit von dieser Assoziation entfernt.

## Wirkungsgeschichte

### Übersetzungen
Zeit der Nordwanderung ist in mehr als 20 Sprachen übersetzt worden, unter anderem ins Englische, Norwegische und Spanische.
- Season of Migration to the North. Aus dem Englischen von Denys Johnson-Davies. Heinemann Educational Publishers, London 1969, ISBN 978-0-435-90066-3.
  - Season of Migration to the North. Aus dem Englischen von Denys Johnson-Davies. Pearson Education Limited, London 1979, ISBN 978-0-435-90066-3.
  - Season of Migration to the North. Aus dem Englischen von Denys Johnson-Davies. Penguin Books, London 2003, ISBN 978-0-14-118720-4.
  - Season of Migration to the North. Aus dem Englischen von Denys Johnson-Davies mit Einleitung von Laila Lalami. The New York Review of Books, New York 2009, ISBN 978-1-59017-302-2.
- Kuzeye Göç Mevsimi. Aus dem Türkischen von Özdemir Ince. Adam, Istanbul 1982.
  - Kuzeye göç mevsimi. Aus dem Türkischen von Adnan Cihangir und Gül Korkmaz. Ayrıntı Yayınları, İstanbul 2011, ISBN 978-975-539-616-3.
- Sezon za prelitane na sever. Aus dem Bulgarischen von Veselina Rajžekova. Narodna kultura, Sofija 1983.
- Rumänisch von Maria Dobrişan: Sezonul migraţiei spre Nord. Univers, Bucureşti 1983.
- Ins Russische: Sezon palomničestva na Sever. Raduga, Moskva 1984.
- Seizoen van de trek naar het noorden.  Aus dem Niederländischen von Kees Versteegh. Meulenhoff, Amsterdam 1985, ISBN 978-90-290-1936-1.
- Saison de la migration vers le nord. Aus dem Französischen von Abdelwahab Meddeb und Fady Noun. Sindbad, Paris 1986, ISBN 978-2-7427-0908-3.
  - Saison de la migration vers le nord. Aus dem Französischen von Abdelwahab Meddeb und Fady Noun. Actes Sud, Arles 1996, ISBN 978-2-7609-1776-7.
  - Saison de la migration vers le nord. Aus dem Französischen von Abdelwahab Meddeb und Fady Noun. Actes sud, Arles 2006, ISBN 978-2-7427-6639-0.
- Romanje na sever. Aus dem Slowenischen von Helena Starc. Pomurska založba, Murska Sobota 1986.
- Cesta na sever. Aus dem Tschechischen von Vetozár Pantůček. Odeon, Praha 1986.
- I epohi tis metanastevsis sto Vorra,. Aus dem Griechischen von Vaggelīs Katsanīs. Roes, Athīna 1988, ISBN 978-0-00-283006-5.
- Ins Lettische: Svētceļojums uz Ziemeļiem. Liesma, Rīga 1991, ISBN 978-5-410-00590-6.
- Ins Italienische: La stagione della migrazione a nord. Sellerio editore. Palermo 1992, ISBN 978-88-389-0766-1.
  - La stagione della migrazione a nord. Sellerio editore, Palermo 2011, ISBN 978-88-389-2533-7.
- Época de migración al norte. Aus dem Spanischen von María Luisa Cavero. Huerga y Fierro, Madrid 1998, ISBN 978-84-8374-048-4.
- Sezona seobe na sever. Aus dem Serbischen von Srpko Leštarić. Clio, Beograd 2000.
  - Sezona seobe na sever. Aus dem Serbischen von Srpko Leštarić. Clio, Beograd 2005, ISBN 86-7102-196-3.
  - Sezona seobe na sever. Aus dem Serbischen von Srpko Leštarić. Clio, Beograd 2018, ISBN 978-86-7102-582-9.
- Trekket mot nord. Aus dem Norwegischen von Anne Aabakken. Den norske bokklubben, Oslo 2003, ISBN 978-82-05-31482-5.
- Utvandringens tid. Aus dem Schwedischen von Ingvar Rydberg. Leopard, Stockholm 2006, ISBN 91-7343-130-3.
- Ins Chinesische: Yíjū běifāng de shíjié. Huawen Publishing House, Xiānggǎng 2017, ISBN 978-7-5075-4679-8.
- Ins Portugiesische: Época de Migração para Norte. Editora Cavalo de Ferro, Lisboa 2019, ISBN 978-989-623-281-8.

### Textausgaben
- Verwendete Ausgabe: Tajjib Salih: Zeit der Nordwanderung. Aus dem Arabischen von Regina Karachouli. 2. Auflage. Lenos Verlag, Basel 2004, ISBN 3-85787-662-X.

### Sekundärliteratur
- Yvonne Albers, Ines Braune, Christian Junge, Felix Lang, Frederike Pannewick: Arabistik. Eine literatur- und kulturwissenschaftliche Einführung. J.B. Metzler, Stuttgart 2021, ISBN 978-3-476-05680-1.
- Denys Johnson-Davies; with foreword by Naguib Mahfouz: Memories In Translation. A Life Between the Lines of Arabic Literature. American University in Cairo Press, Cairo / New York 2006, ISBN 978-977-424-938-9
- Laila Lalami: Introduction. In: Tayeb Salih: Season of Migration to the North. The New York Review of Books, New York 2009 [1969], ISBN 978-1-59017-302-2
- Martin Riexinger: Warum der falsche Prophet im Nil ertrinkt: Unorthodoxe Bemerkungen zur postkolonialen Lesart von al-Ṭayyib Ṣāliḥs Roman Mausim al-hiğra ilā l-šimāl In: Katja Föllmer, Lisa Maria Franke und Ramzi Ben Amara (Hg.): Rethinking the Anthropology of Islam: Dynamics of Change in Muslim Societies. In Honour of Roman Loimeier, de Gruyter, Berlin 2024, S. 273–302
- Hussein Hasan Zeidanin: Psychological and Cultural Borderlands in Tayyib Salih’s Season of Migration to the North. In: Advances in Language and Literary Studies. Band 7, Nr. 1, Februar 2016